# Merit Frost Lindberg
Merit Frost Lindberg, tidigare Lindberg, född Döme 20 augusti 1973 i Engelbrekts församling i Stockholm, är en svensk politiker (moderat). Hon är riksdagsledamot (statsrådsersättare) sedan 2024, invald för Stockholms kommuns valkrets.
Frost Lindberg kandiderade i riksdagsvalet 2022 och blev ersättare. Hon var tjänstgörande ersättare i riksdagen för Jessica Rosencrantz under perioden 16 januari–14 maj 2023. När Rosencrantz i september 2024 blev statsråd blev Frost Lindberg statsrådsersättare. I riksdagen är hon suppleant i arbetsmarknadsutskottet och socialförsäkringsutskottet.